# Крамськой Іван Миколайович
Крамський Іва́н Микола́йович (рос. Крамской Иван Николаевич, 27 травня (8 червня) 1837, Нова Сотня біля Острогозька, Воронезька губернія, Російська імперія — 24 березня (5 квітня) 1887, Санкт-Петербург, Російська імперія) — художник-портретист українського походження, теоретик образотворчого мистецтва, засновник Артілі художників (1865), один з організаторів та керівник Товариства пересувних виставок (1870), академік живопису.

## Ранні роки
Народився в козацькій слободі Нова Сотня, яка знаходилася тоді на околицях міста Острогозька Воронезької губернії (Східна Слобожанщина). Дитинство майбутнього художника промайнуло на українській Східній Слобожанщині, і жила родина Крамських в звичайній хатці-мазанці з очеретяним дахом на типовій українській вуличці неподалік від річки Тихої Сосни.
Дід його за словами самого митця був так званий військовий житель і служив волосним писарем десь в Україні. Дідусь і батько Івана служили писарями в Острогозькій міській управі, мати Настасія Іванівна Бреусова належала до старовинного козацького роду, а він сам навчався наук у місцевому повітовому училищі. Але у віці 12 років у нього помер батько і, аби заробляти гроші для родини та продовжувати навчання, хлопчик змушений був стати писарчуком в Острогозькій думі. Вже з малих літ він самоуком оволодів мистецтвом малювання і за допомогою одного місцевого аматора навчився малювати акварельними фарбами. Півроку він навчався в майстерні острогозького іконописця. 1853 року до Острогозька приїхав мандрівний харківський фотограф Яків Данилевський, який заробляв на життя, пересуваючись з міста до міста. Світлини того часу були не дуже доброї якості, і фотографічні портрети вельми часто доводилося підрисовувати олівцем, тож Данилевський бере до себе 16-річного Крамського ретушером. Три роки Крамський із Данилевським мандрують різними містами Росії та України, а 1856 року Іван потрапляє до Петербурга. Тут талановитого юнака помічають, і наступного року він стає студентом Петербурзької академії мистецтв.

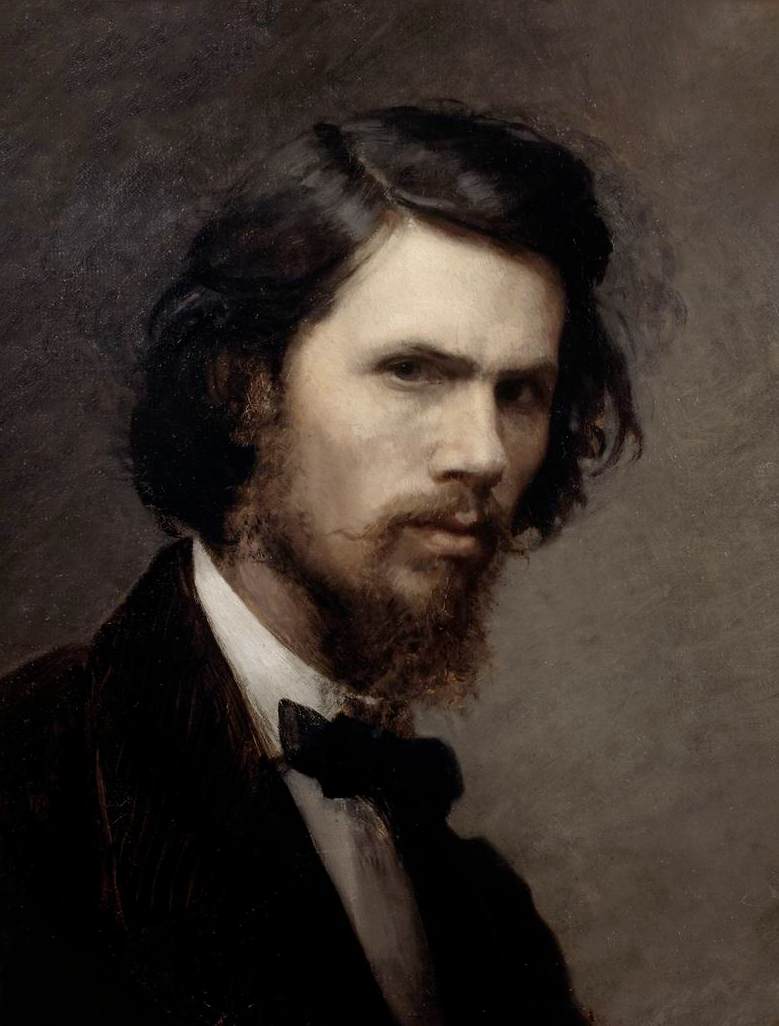

## Подальше життя й творчість
За свої студентські роботи Іван Крамський одержує малу золоту медаль Академії, але бунтівний, незалежний характер не дає Крамському миритися з офіціозною рутиною академічного мистецтва, яке пропагувало в суспільстві імперські цінності і зовсім не звертало уваги на насущні інтереси того самого суспільства.
У 1863 очолює так званий «бунт чотирнадцятьох», коли 14 випускників Академії відмовилися малювати дипломну роботу на задану тему — «Бенкет у Валгаллі» — за право отримання великої золотої медалі та пенсіонерської поїздки до Італії. Молоді художники на чолі з Крамським вимагали права вільного вибору тем. Консервативно налаштоване керівництво Академії відмовило їм у цьому. Тоді вони покинули стіни Академії, що було розцінено як бунт.
У 1865 організує Артіль художників. Метою організації, згідно з її Статутом, було об'єднання творчих зусиль для забезпечення свого матеріального становища та надання можливості реалізовувати свої твори публіці на комерційних засадах.
На прохання професора Маркова Крамський у 1865 приїздив для розмальовування куполу храму Христа Спасителя у Москві. Ця робота тривала 4 роки. З 16 000 карбованців, отриманих за працю в храмі, Іван Миколайович собі взяв 4 000, а решту розділив поміж товаришами.
Але незабаром стали очевидні коливання в Артілі. Художники почали «вставати на ноги» і вимагати незалежності. Тому Крамський першим вийшов з артілі. 2 листопада 1870 він вступив до Товариства пересувних художніх виставок, став одним з його організаторів та керівників.
На першій пересувній виставці Крамський представив картину «Русалки. Травнева ніч» (1871), яку він намалював під впливом твору Миколи Гоголя. Ця картина вийшла дещо слабкою. Але вже чергова картина — «Христос у пустелі» — стала в 1872 подією другої пересувної виставки. Продовженням ідеї цієї картини стало полотно «Регіт» (1877).
Пише все більше портретів на замовлення, стає визнаним майстром цього жанру. Для Павла Третьякова та його галереї створив значну кількість портретів діячів культури, мистецтва та науки Російської імперії. Всього у художньому доробку більш ніж 430 портретів сучасників.

## Родина
Дружина — Софія Миколаївна

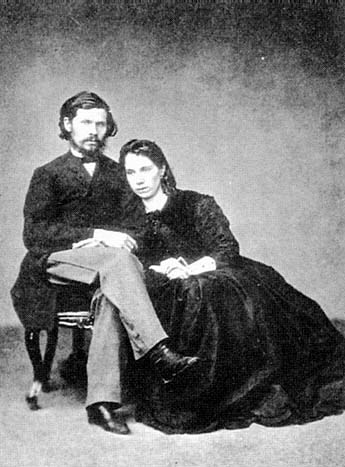
З дружиною

Діти: донька, четверо синів (двоє з них померли у ранньому віці)

## Звання та нагороди
- Срібна медаль за картину «Смертельно поранений Ленський» (1860 рік)
- Золоті медалі за картини «Похід Олега на Царьград» та «Мойсей добуває воду зі скелі» (1861)

## Вибрані роботи
- Автопортрет, овал, 1867
- Портрет Тараса Шевченка, 1871
- «Русалки. Травнева ніч», 1871
- «Христос у пустелі», 1872
- «Пасічник», 1872
- Портрет письменника Льва Толстого, 1873
- «Софія Миколаївна Крамська»
- Портрет письменника І. А.  Гончарова
- «Споглядач», 1876
- Портрет П. М. Третьякова, 1876
- «Некрасов у період „Останніх пісень“», 1877
- Портрет М.Салтикова-Щедрина, 1879
- «Місячна ніч», 1880
- «Селянин з вуздечкою (Мина Моїсеєв)», 1883
- Портрет В. Верещагіна, 1883
- «Невідома», 1883
- «Невтішне горе», 1884

## Галерея

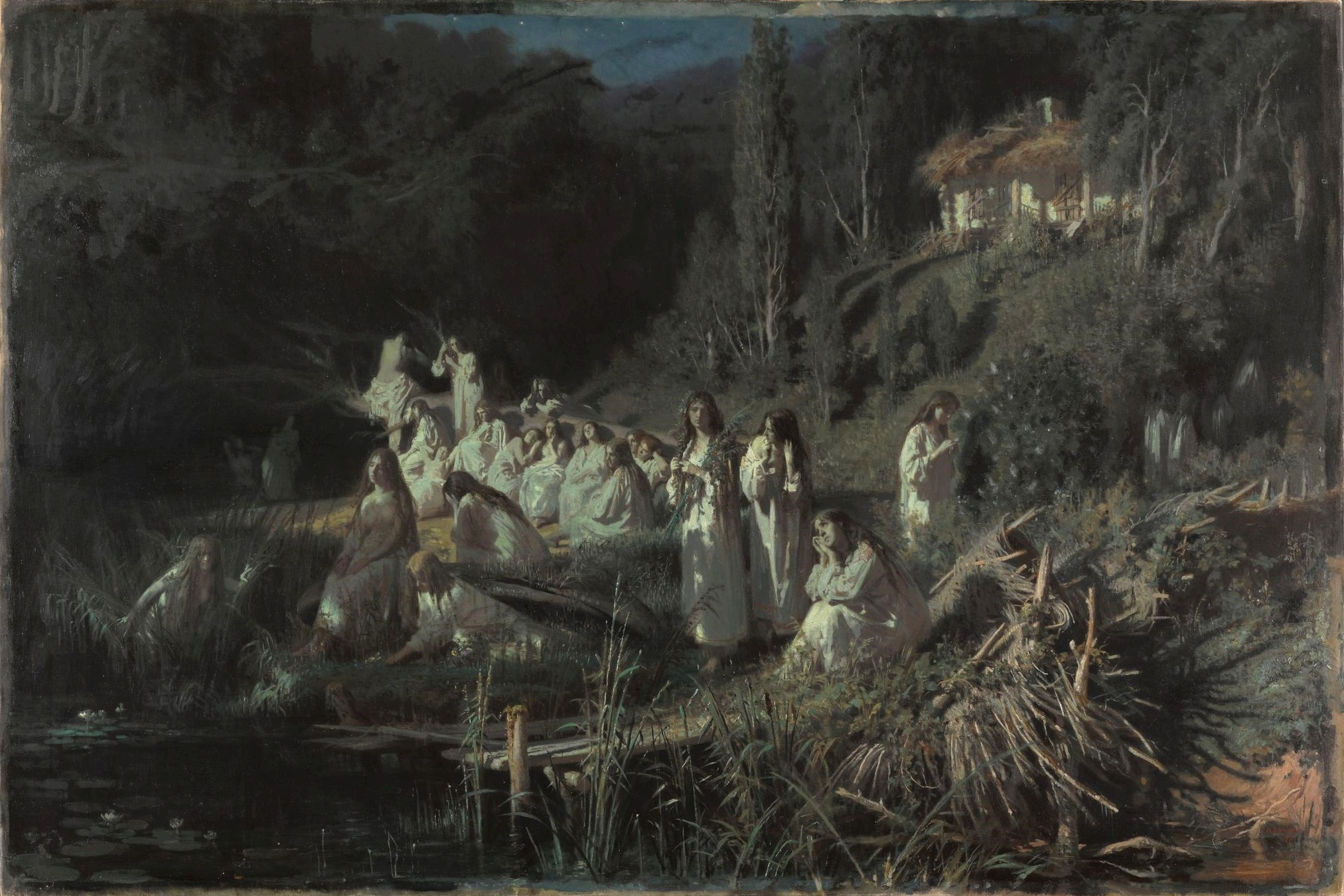
Русалки. Травнева ніч (за Гоголем), 1871
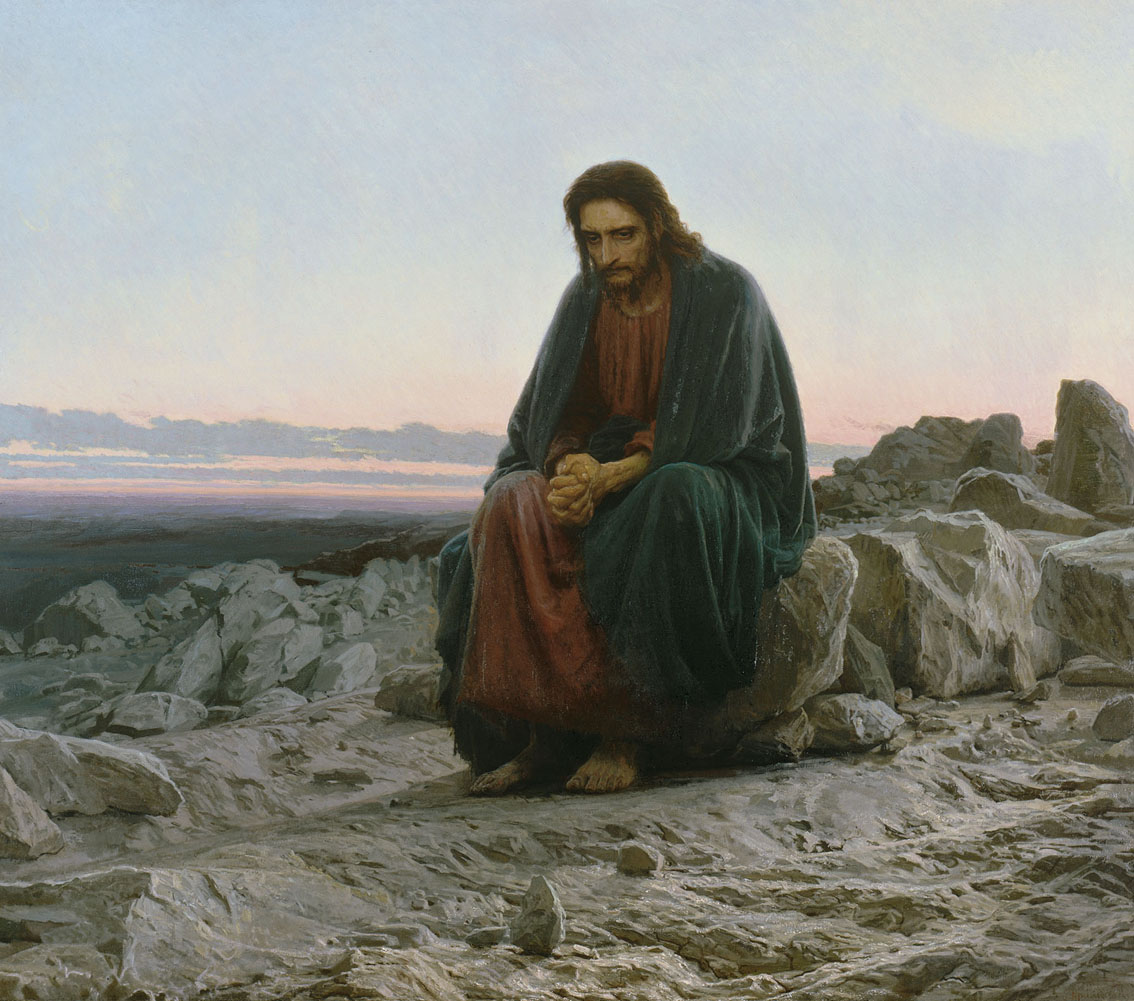
Христос у пустелі, 1872, Третьяковська галерея
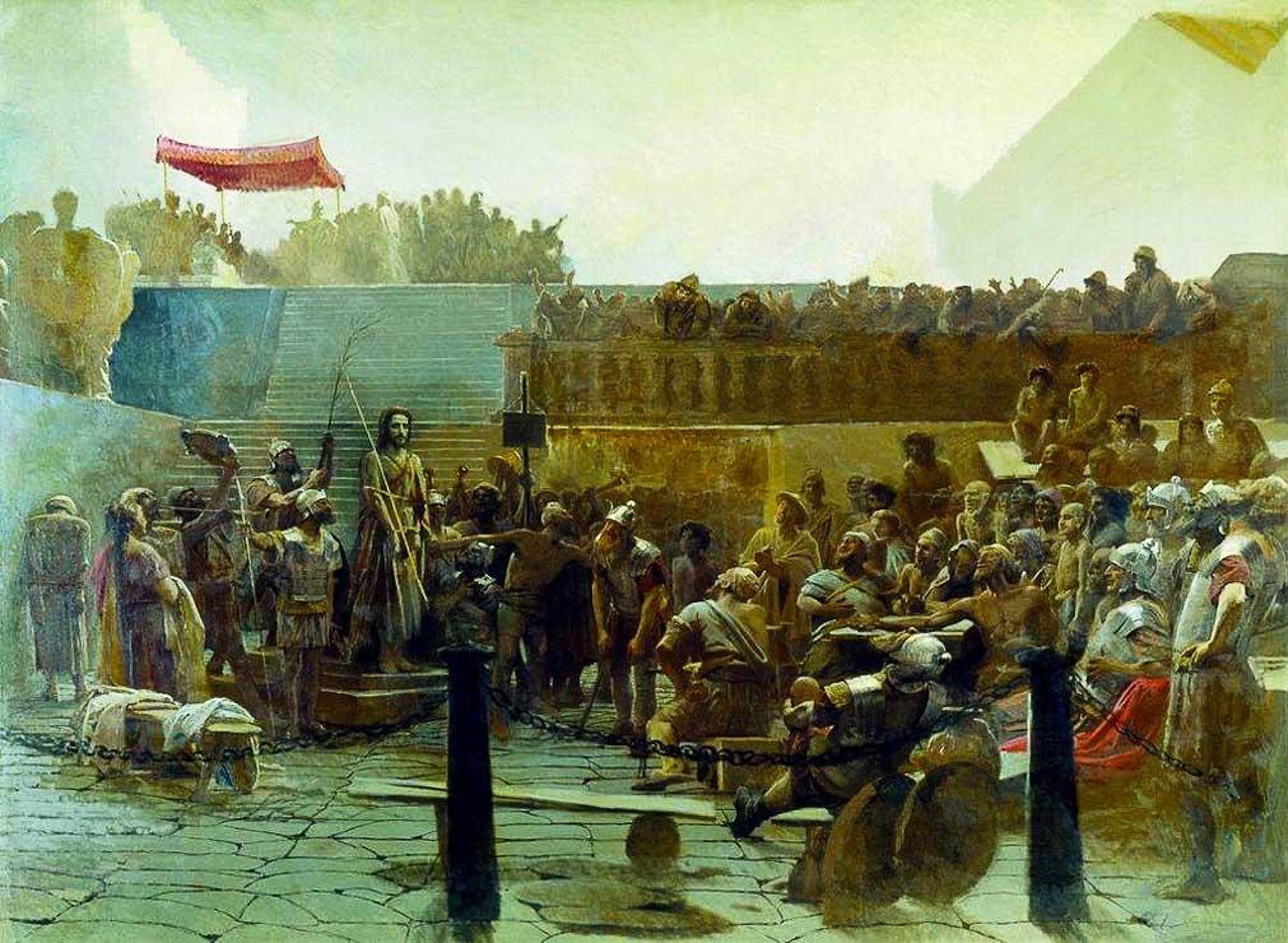
Регіт (Радуйся, царю юдейський)
Невтішне горе, 1884
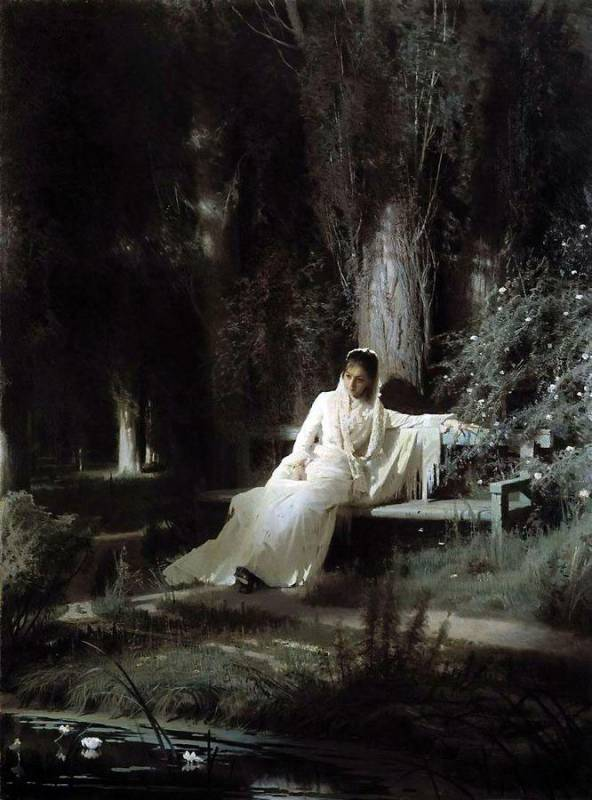
Місячна ніч
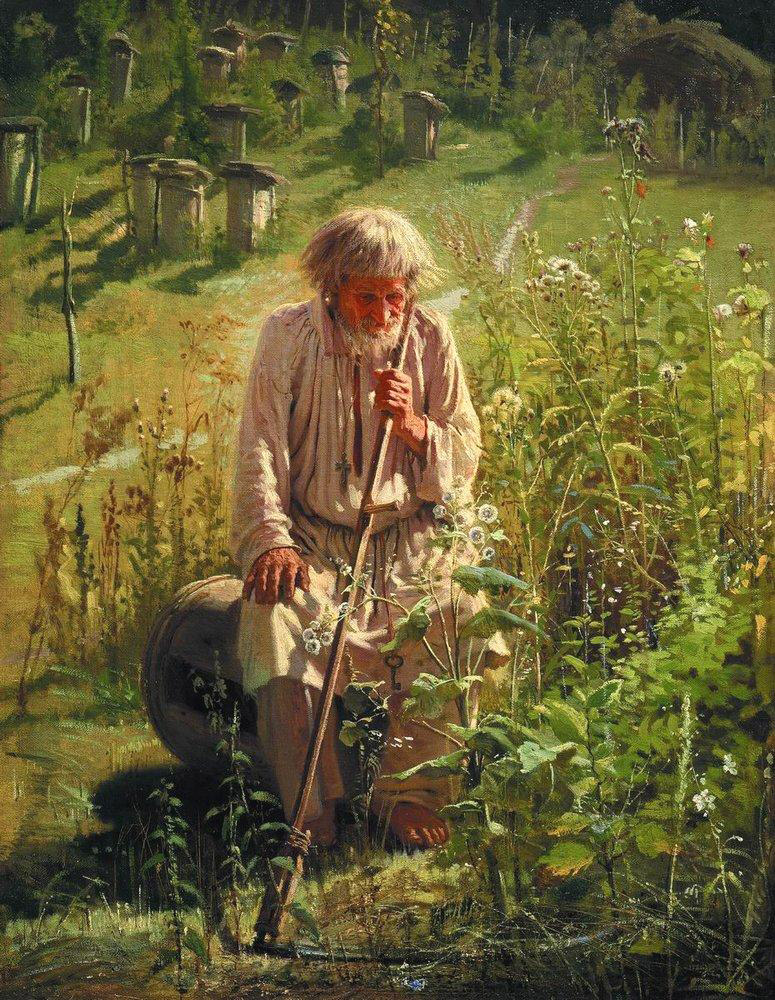
Пасічник, 1872
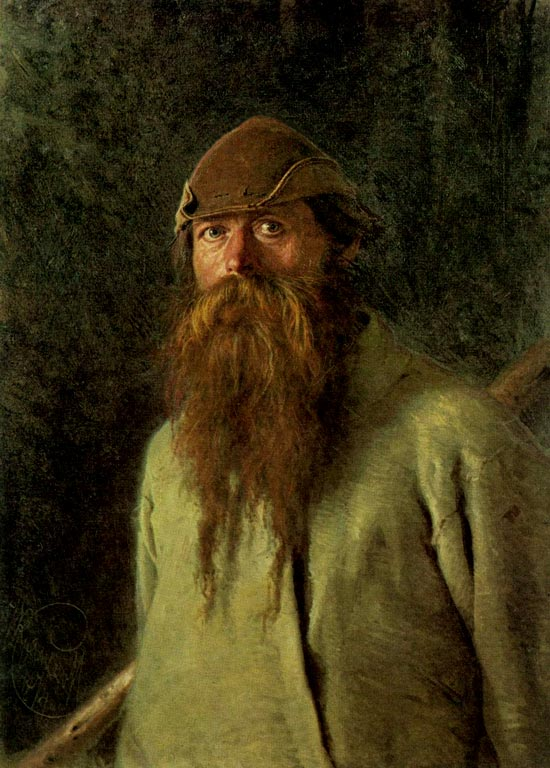
Полісовщик
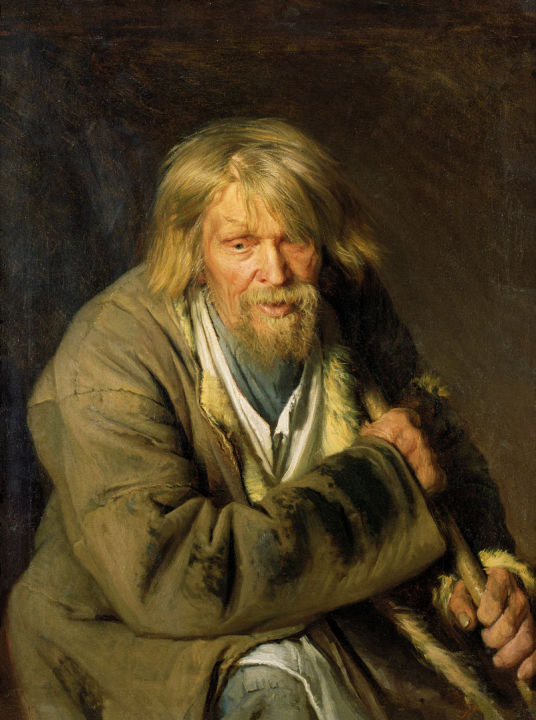
Старий, 1872
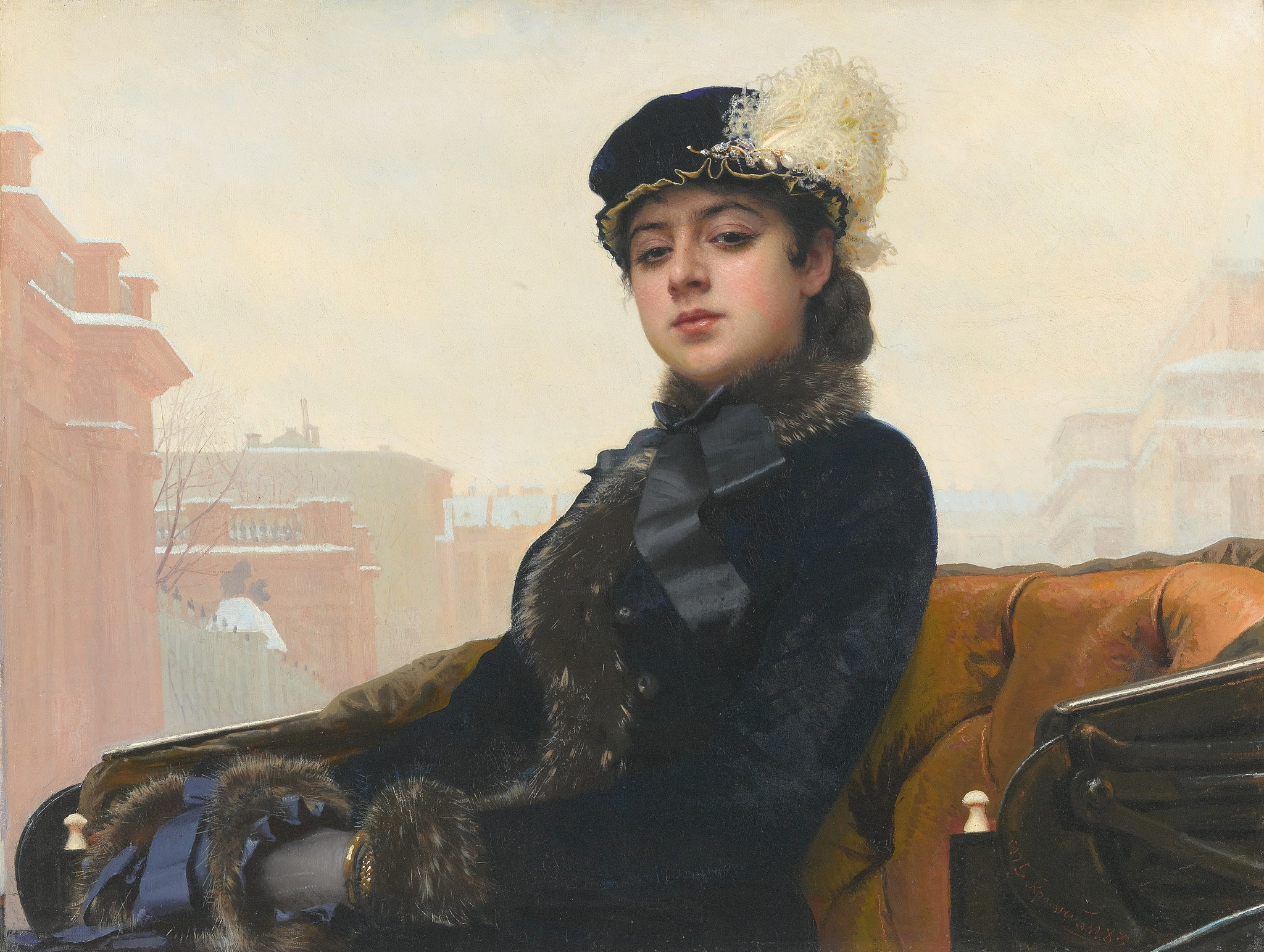
Невідома, 1883
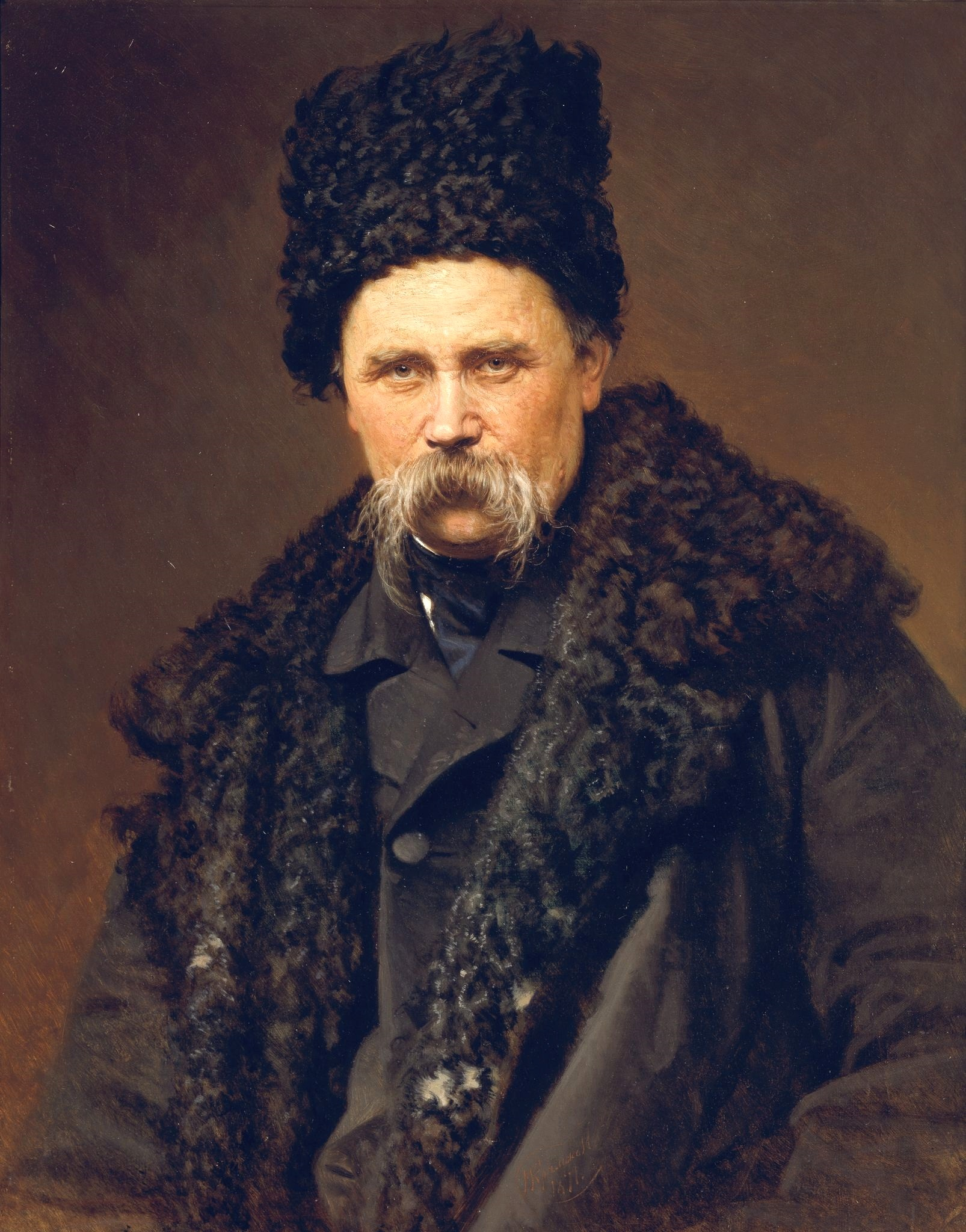
Портрет Тараса Шевченка, 1871
Портрет художника Івана Шишкіна, 1873
Портрет Льва Толстого, 1873
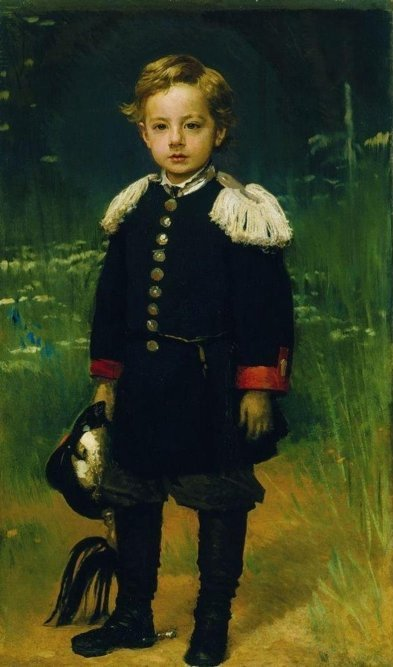
Портрет сина Сергія, 1883
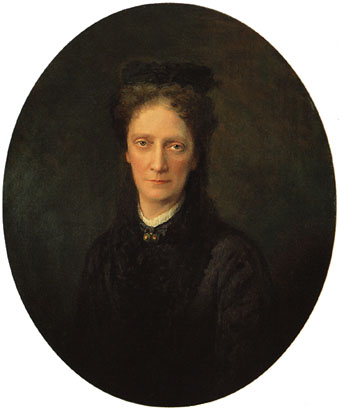
Портрет імператриці Марії Олександрівни, 1877
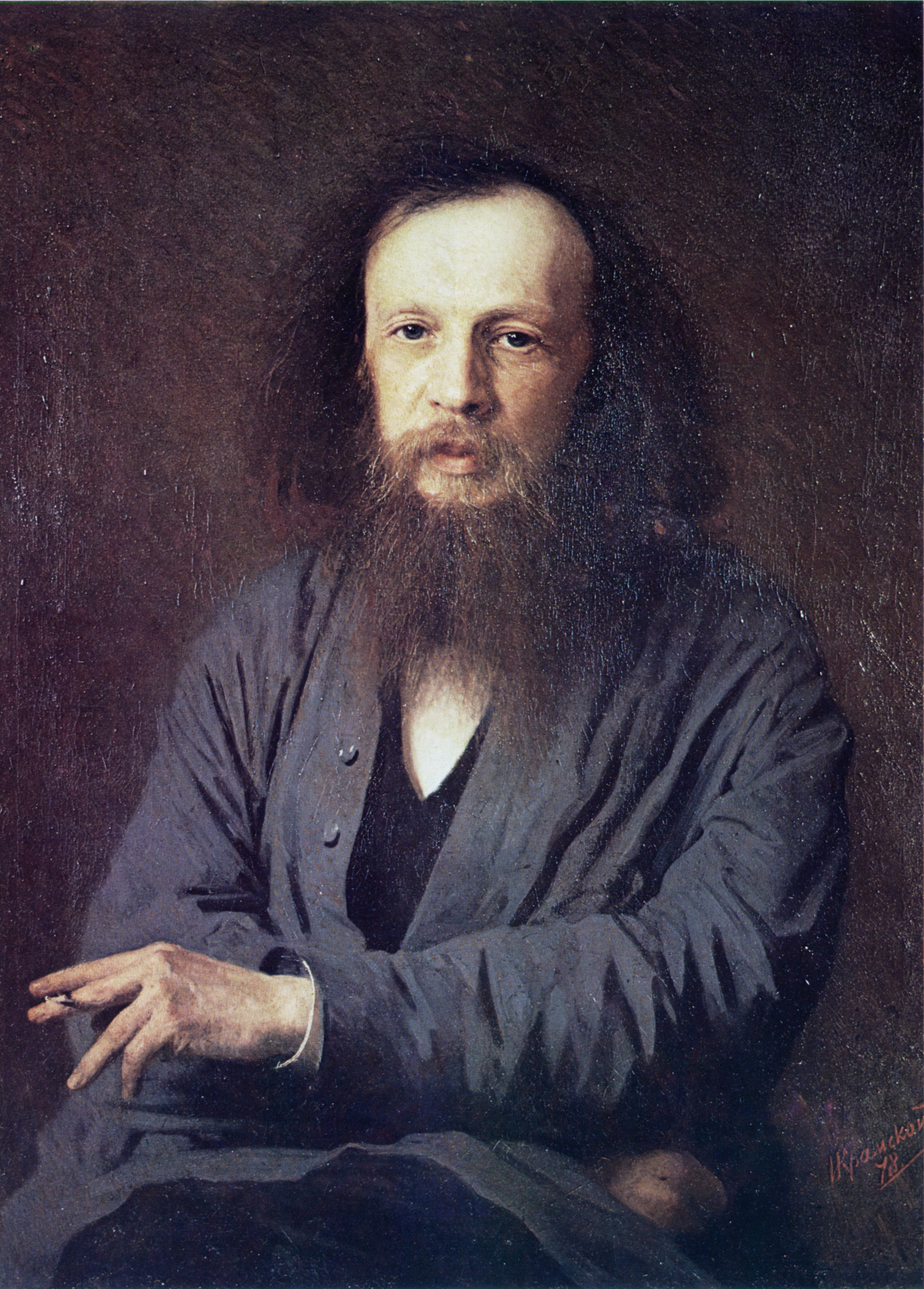
Портрет Дмитра Мендєлєєв, 1878
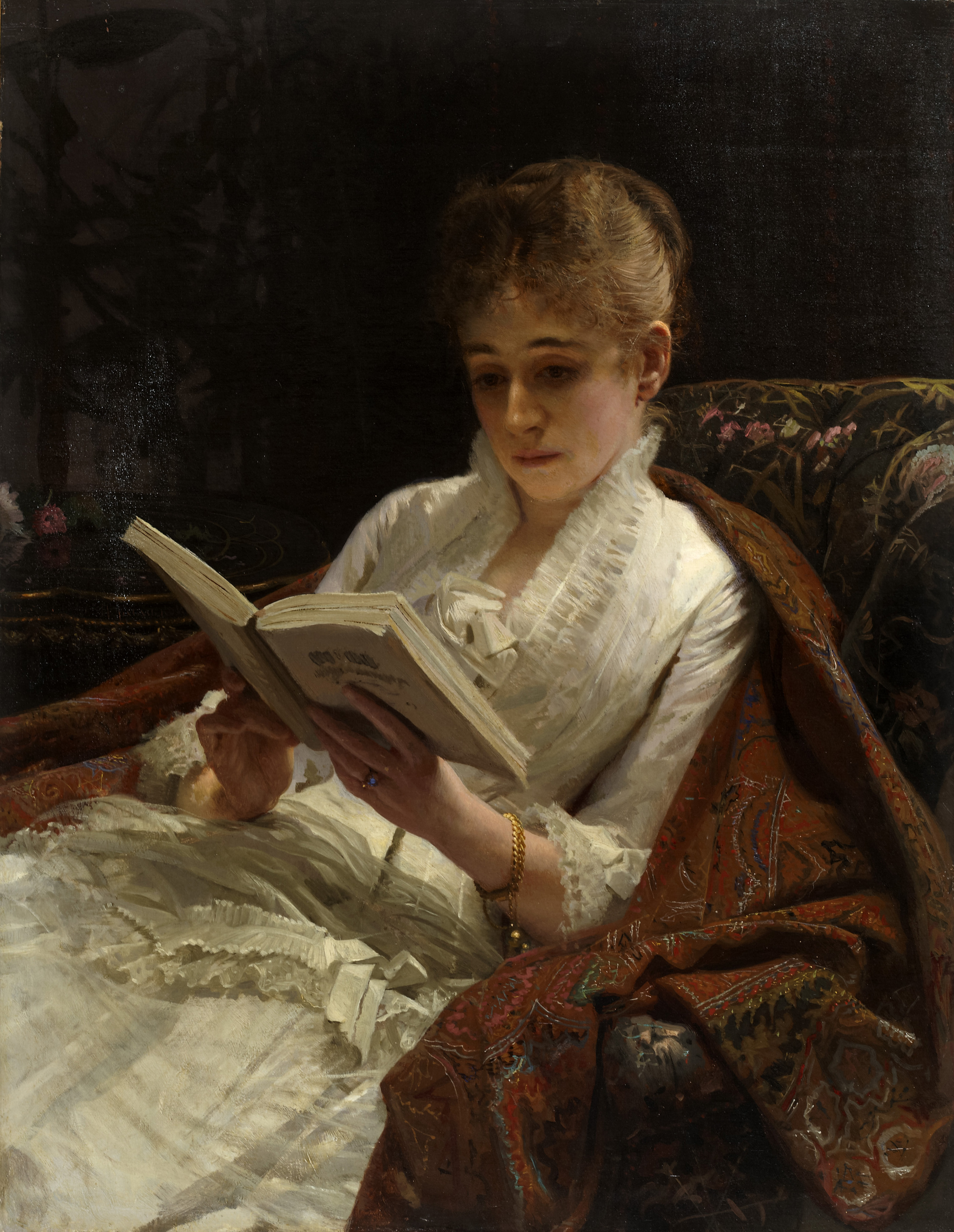
Портрет леді, 1881, Єкатеринбург, Музей образотворчих мистецтв
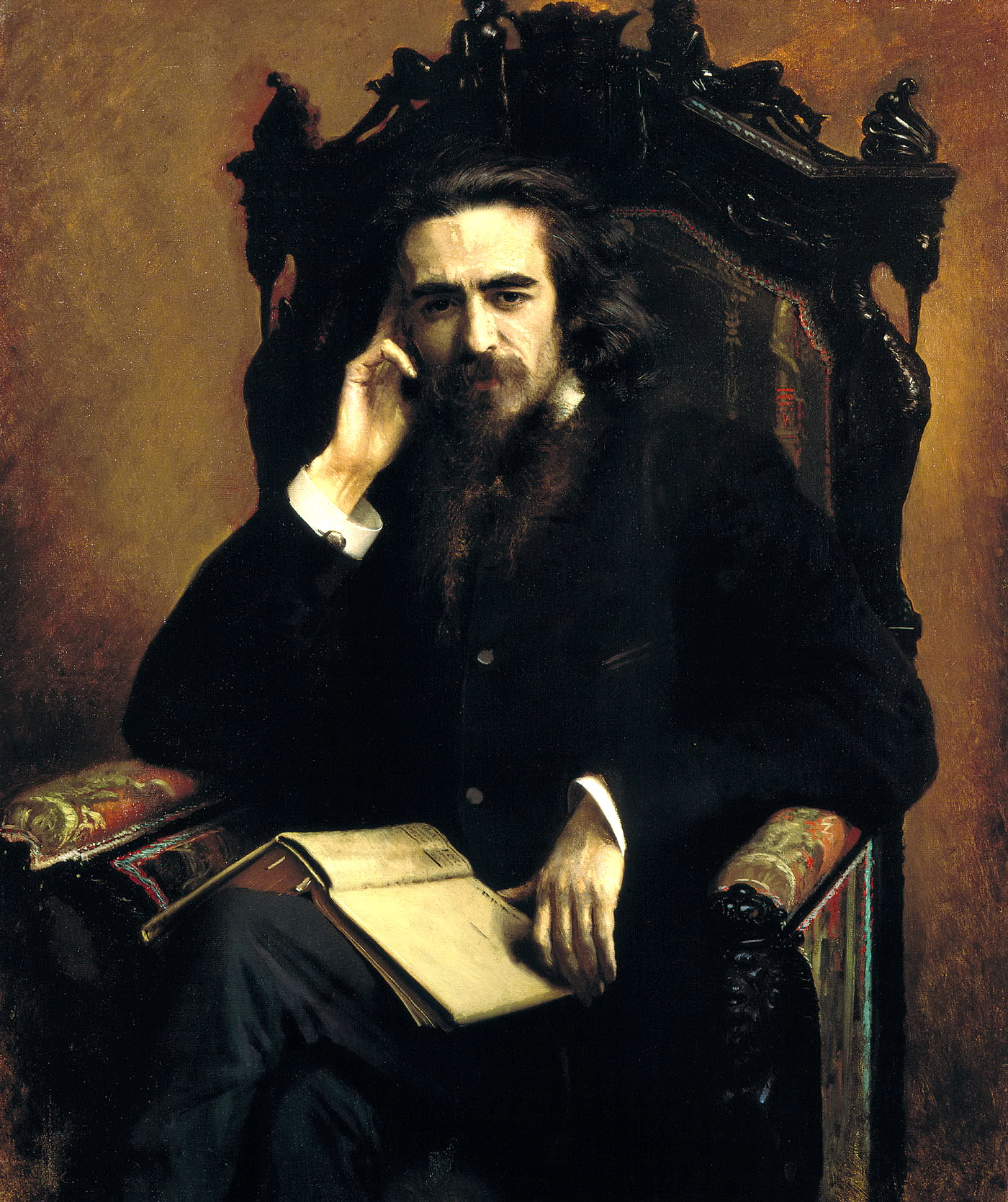
Портрет філософа Володимира Соловйова, 1885
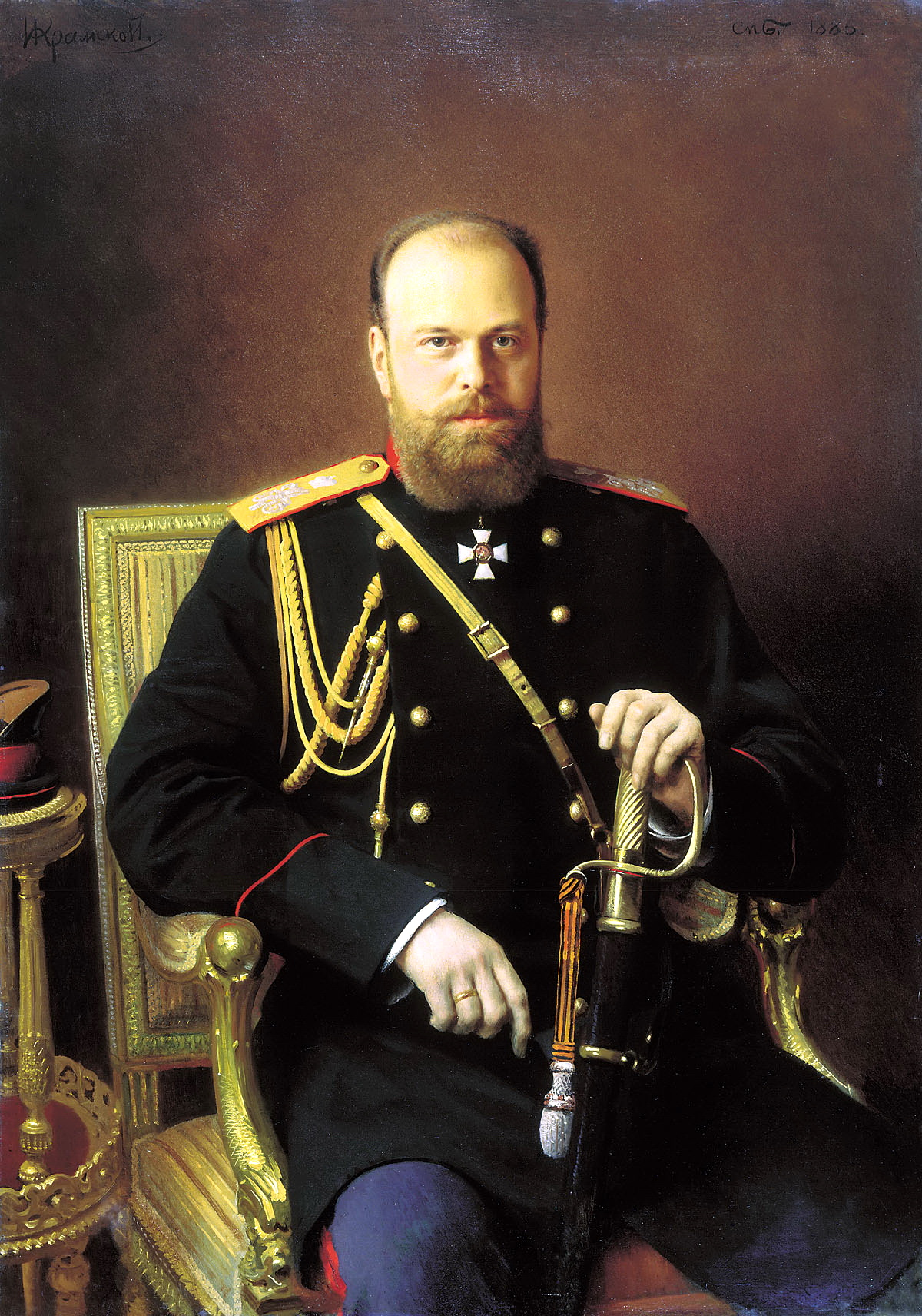
Імператор Олександр III, 1886
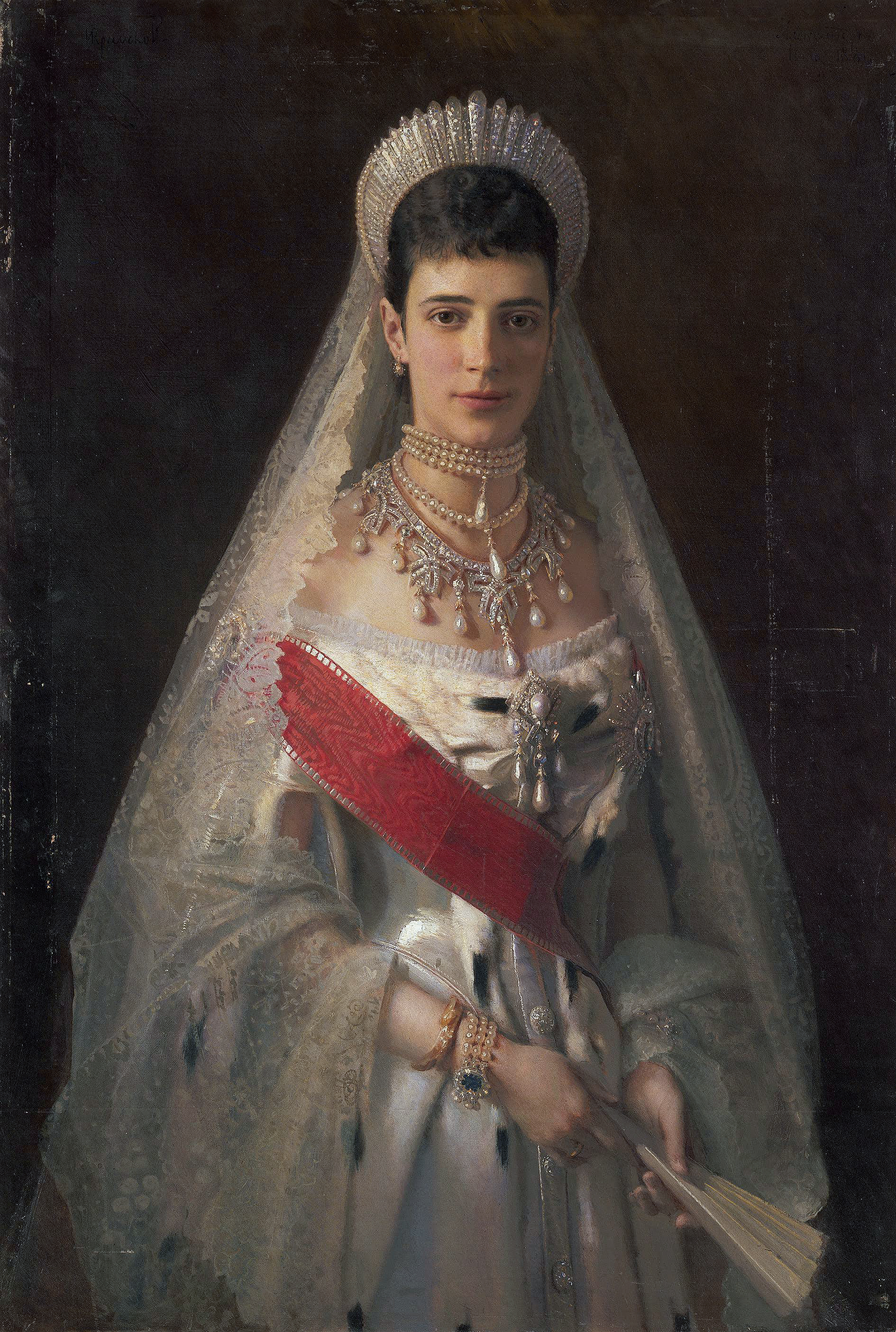
Імператриця Марія Федорівна, 1880-і
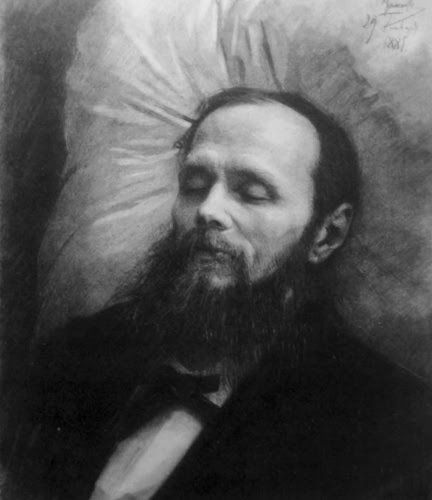
Федір Достоєвський на смертному одрі, 1881
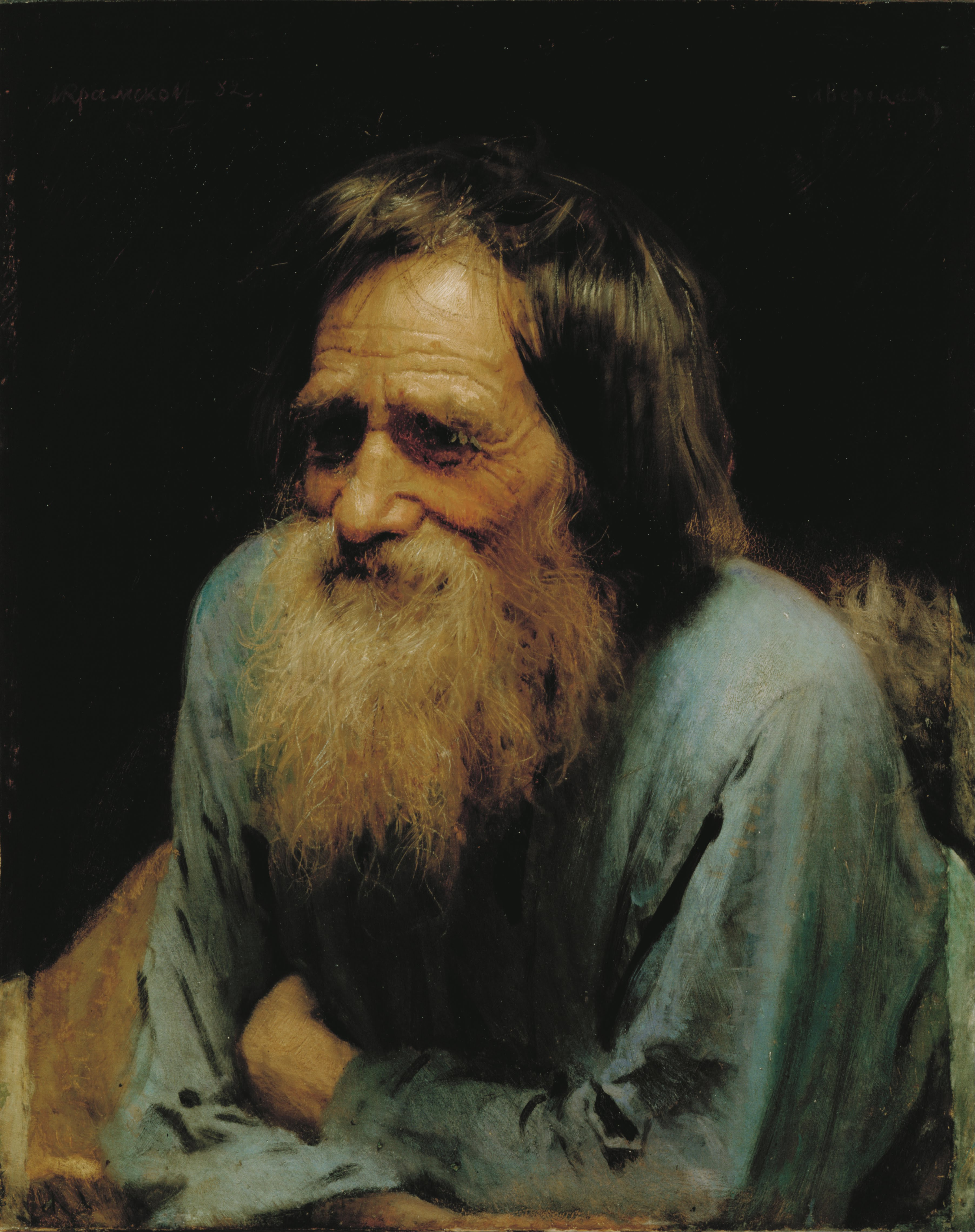
Міна Моїсеєв
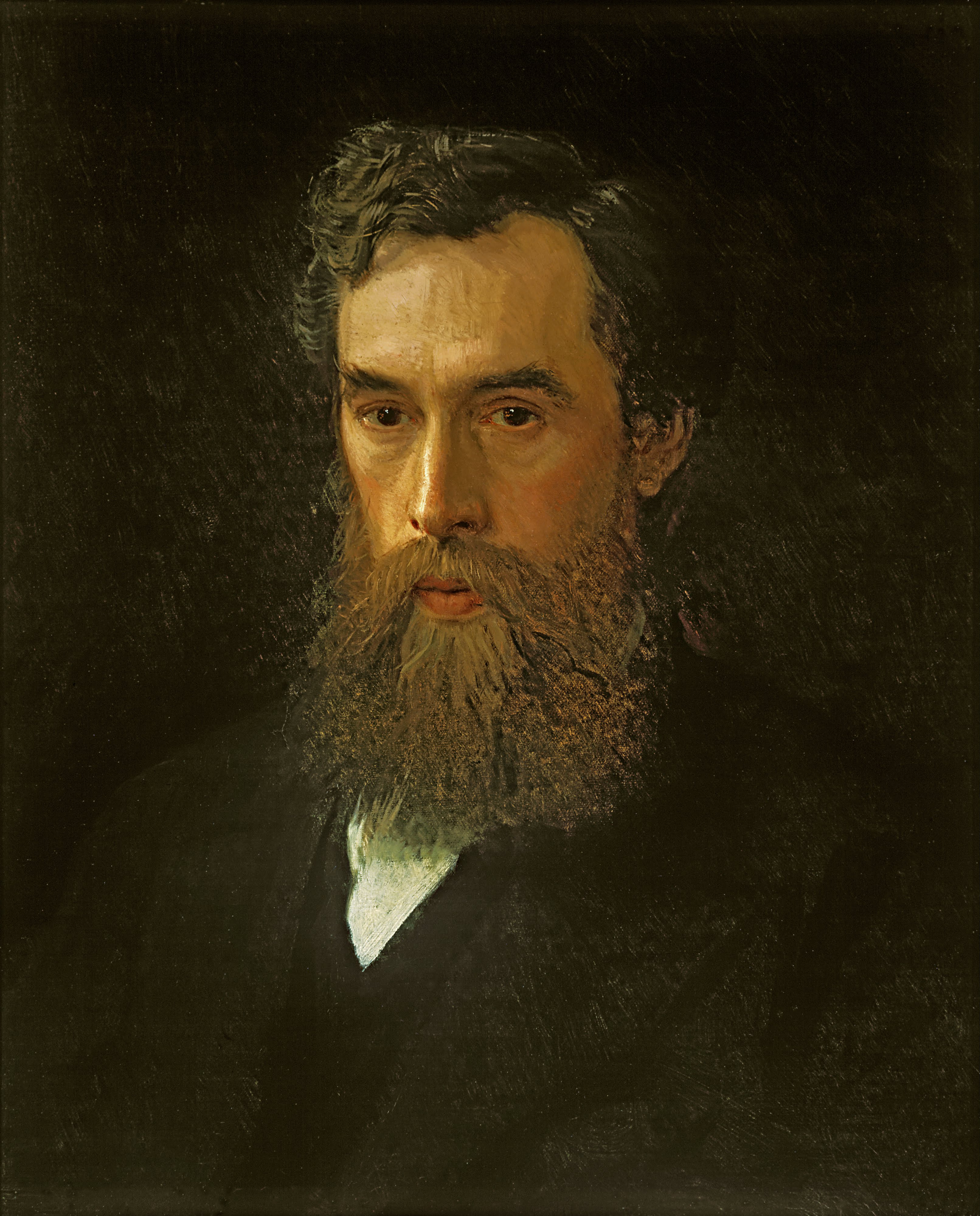
Портрет Павла Третьякова (1832–1898).